# Kabinett Strandman II
Regierung der Republik Estland unter dem Staatsältesten Otto Strandman (Kabinett Strandman II). Amtszeit: 9. Juli 1929 bis 12. Februar 1931.

## Regierung
Die Regierung Strandman war nach offizieller Zählung die 19. Regierung der Republik Estland seit Ausrufung der staatlichen Unabhängigkeit 1918. Sie blieb 585 Tage im Amt.
Vom 11. bis 13. Mai 1929 fanden die Wahlen zur 4. Legislaturperiode des estnischen Parlaments (Riigikogu) statt, das am 2. Juli 1929 erstmals zusammenkam. Am 29. Juni 1929 trat auf Grundlage des Wahlergebnisses die bisherige Regierung von August Rei zurück.
Der estnische Botschafter in Warschau und frühere Ministerpräsident Otto Strandman bildete am 9. Juli eine neue Regierung. Ihr gehörten die Eesti Tööerakond (Estnische Arbeitspartei, ETE), die Kristlik Rahvaerakond (Christliche Volkspartei, KRE), die Põllumeeste Kogud (Bund der Landwirte, PK), die Eesti Rahvaerakond (Estnische Volkspartei, ER) und die Partei der Asunikud, riigirentnikud ja väikepõllupidajad („Siedler, Staatspächter und Kleinbauern“, ARV) an.
Am 1. Juli wurde bereits mit einer umfassenden Reform der Ministerien begonnen. Aus dem Ministerium für Handel und Industrie sowie dem Finanzministerium wurde das Wirtschaftsministerium geschaffen. Das Gerichts- und das Innenministerium wurden fusioniert.

## Kabinett
| Ressort                      | Name                          | Amtszeit                | Partei |
| ---------------------------- | ----------------------------- | ----------------------- | ------ |
| Staatsältester               | Otto Strandman                | 09.07.1929 – 12.02.1931 | ETE    |
| Außenminister                | Jaan Lattik                   | 09.07.1929 – 12.02.1931 | KRE    |
| Bildungs- und Sozialminister | Jaan Hünerson                 | 09.07.1929 – 12.02.1931 | PK     |
| Landwirtschaftsminister      | August Kerem                  | 09.07.1929 – 12.02.1931 | ER     |
| Wirtschaftsminister          | Johannes-Friedrich Zimmermann | 09.07.1929 – 12.02.1931 | ARV    |
| Verteidigungsminister        | Oskar Köster                  | 09.07.1929 – 12.02.1931 | ARV    |
| Verkehrsminister             | August Jürman                 | 09.07.1929 – 12.02.1931 | PK     |
| Gerichts- und Innenminister  | Tõnis Kalbus                  | 09.07.1929 – 12.04.1930 | ETE    |
| Gerichts- und Innenminister  | Ado Anderkopp                 | 12.04.1930 – 12.02.1931 | ETE    |